# Filmjahr 1915
Liste der Filmjahre

◄◄ | ◄ | 1911 | 1912 | 1913 | 1914 | Filmjahr 1915 | 1916 | 1917 | 1918 | 1919 | ► | ►►

Weitere Ereignisse

## Ereignisse

### Vereinigte Staaten
- 8. Februar: Der Stummfilm Birth of a Nation hat seine Uraufführung. Die unter der Regie von D. W. Griffith entstandene Produktion ist der finanziell erfolgreichste Film der Stummfilmgeschichte. Einerseits wird er häufig wegen seiner zahlreichen filmtechnischen Innovationen gerühmt. Andererseits gerät er wegen seines rassistischen Inhalts in die Kritik. Inspiriert durch den Film gründet der gescheiterte Wanderprediger William Joseph Simmons zu Thanksgiving den Ku-Klux-Klan neu und erweitert das mythische Repertoire des Klans um das brennende Feuerkreuz. Der neue Klan erlebt einen regen Zustrom.
- 23. Juni: Die Metro Pictures Corporation wird von Richard A. Rowland und Louis B. Mayer gegründet. Bereits kurz nach ihrer Gründung schickt die Metro ein Filmteam nach Kalifornien, um dort ein Aufnahmestudio aufzubauen und erwirbt in Hollywood ein Gelände.

- 14. November: Der Kurzfilm A Submarine Pirate von und mit Sydney Chaplin wird in den Vereinigten Staaten uraufgeführt. Auch Harold Lloyd hat in dem Film einen frühen Kurzauftritt.

- Der United States Supreme Court hebt alle Patente der Motion Picture Patents Company auf.

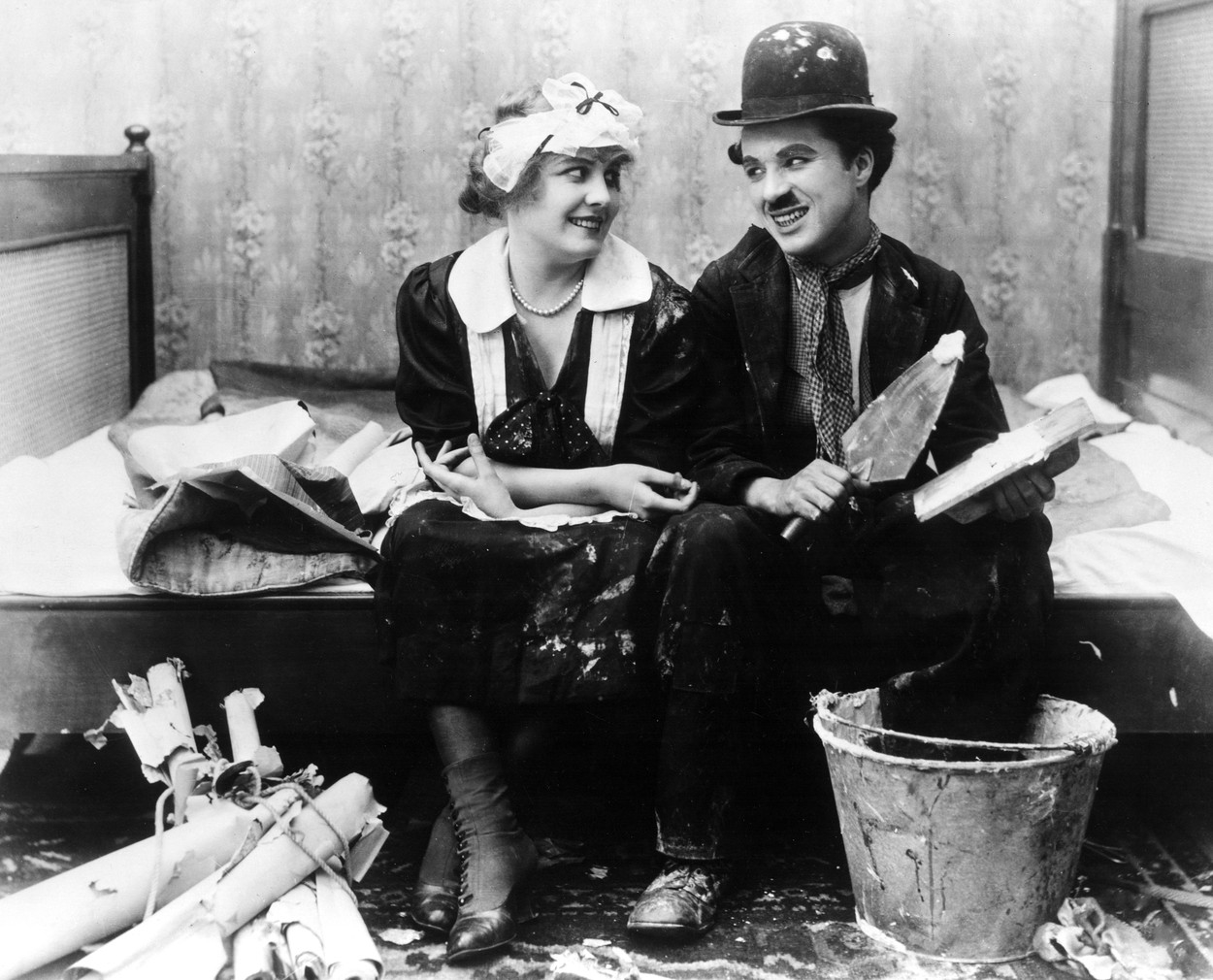
Charlie Chaplin mit Edna Purviance (1915)

- Charlie Chaplin spricht in einem Café in San Francisco die Sekretärin Edna Purviance an und engagiert sie für den Film Eine verbummelte Nacht (A Night Out), obwohl er sie für zu ernsthaft für Komödien hält. Sie wird in über 30 seiner Filme die weibliche Hauptrolle spielen. Im selben Jahr engagiert Chaplin auch Eric Campbell, der in mehreren seiner Filme den Bösewicht spielen wird.

### Deutschland/Dänemark
- 14. Januar: Der Stummfilm Der Golem von und mit Paul Wegener hat seine Uraufführung am U.T. Kurfürstendamm in Berlin.
- September: 25 Jahre nach der Fertigstellung von Bertha von Suttners Roman Die Waffen nieder! erscheint vom dänischen Regisseur Holger-Madsen die 1914 fertiggestellte Verfilmung des Werkes in den Kinos, mitten im Kriegsgeschehen des Ersten Weltkriegs.
- 10. Dezember: Der Stummfilm Die falsche Asta Nielsen von Urban Gad mit Asta Nielsen in einer Doppelrolle hat Premiere. Der Theaterkomiker Victor Arnold spielt in dem Film seine letzte Rolle.

### Österreich-Ungarn

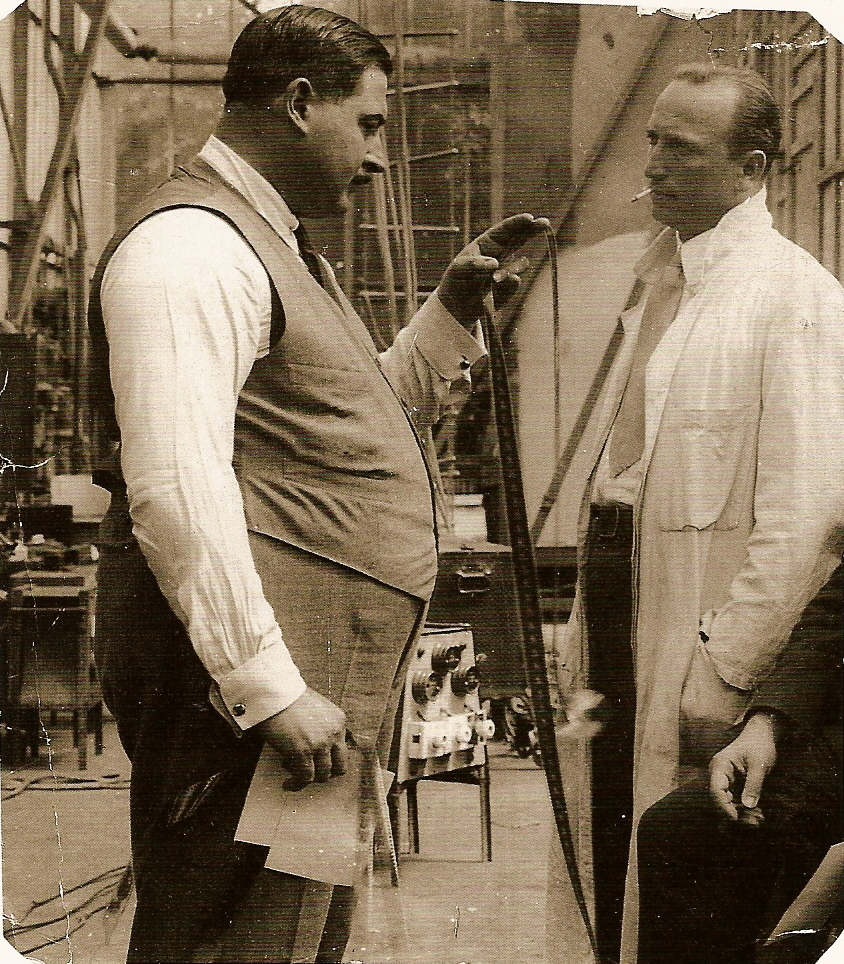
Alexander Graf Kolowrat-Krakowski bei der Arbeit um 1916

- Sascha Kolowrat-Krakowsky übernimmt die Leitung der Filmexpositur des k.u.k. Kriegspressequartiers, das für die österreichische Propaganda während des Ersten Weltkrieges zuständig ist.
- Liane Haid erhält im Propagandafilmerfolg Mit Herz und Hand fürs Vaterland ihre erste Hauptrolle in einem Film.

### Erfolgreichste Filme
Die zehn erfolgreichsten Filme an den US-amerikanischen Kinokassen nach Einspielergebnis.
| Platz | Filmtitel                   | Einspielergebnis in US-Dollar |       |
| ----- | --------------------------- | ----------------------------- | ----- |
| 1.    | The Birth of a Nation       | 10.000.000                    | [ 1 ] |
| 2.    | Carmen                      | 147.600                       | [ 2 ] |
| 3.    | The Cheat                   | 137.364                       | [ 2 ] |
| 4.    | Temptation                  | 102.437                       | [ 2 ] |
| 5.    | The Girl of the Golden West | 102.224                       | [ 2 ] |
| 6.    | The Warrens of Virginia     | 85.770                        | [ 2 ] |
| 7.    | The Golden Chance           | 83.504                        | [ 2 ] |
| 8.    | Chimmie Fadden              | 78.944                        | [ 2 ] |
| 9.    | Chimmie Fadden Out West     | 72.036                        | [ 2 ] |
| 10.   | The Arab                    | 68.526                        | [ 2 ] |

## Geboren

### Januar bis März
- 03. Januar: Mady Rahl, deutsche Schauspielerin († 2009)
- 09. Januar: Anita Louise, US-amerikanische Schauspielerin († 1970)
- 16. Januar: Buddy Lester, US-amerikanischer Schauspieler († 2002)
- 27. Januar: Ernst Schröder, deutscher Schauspieler († 1994)

- 01. Februar: Alicia Rhett, US-amerikanische Schauspielerin († 2014)

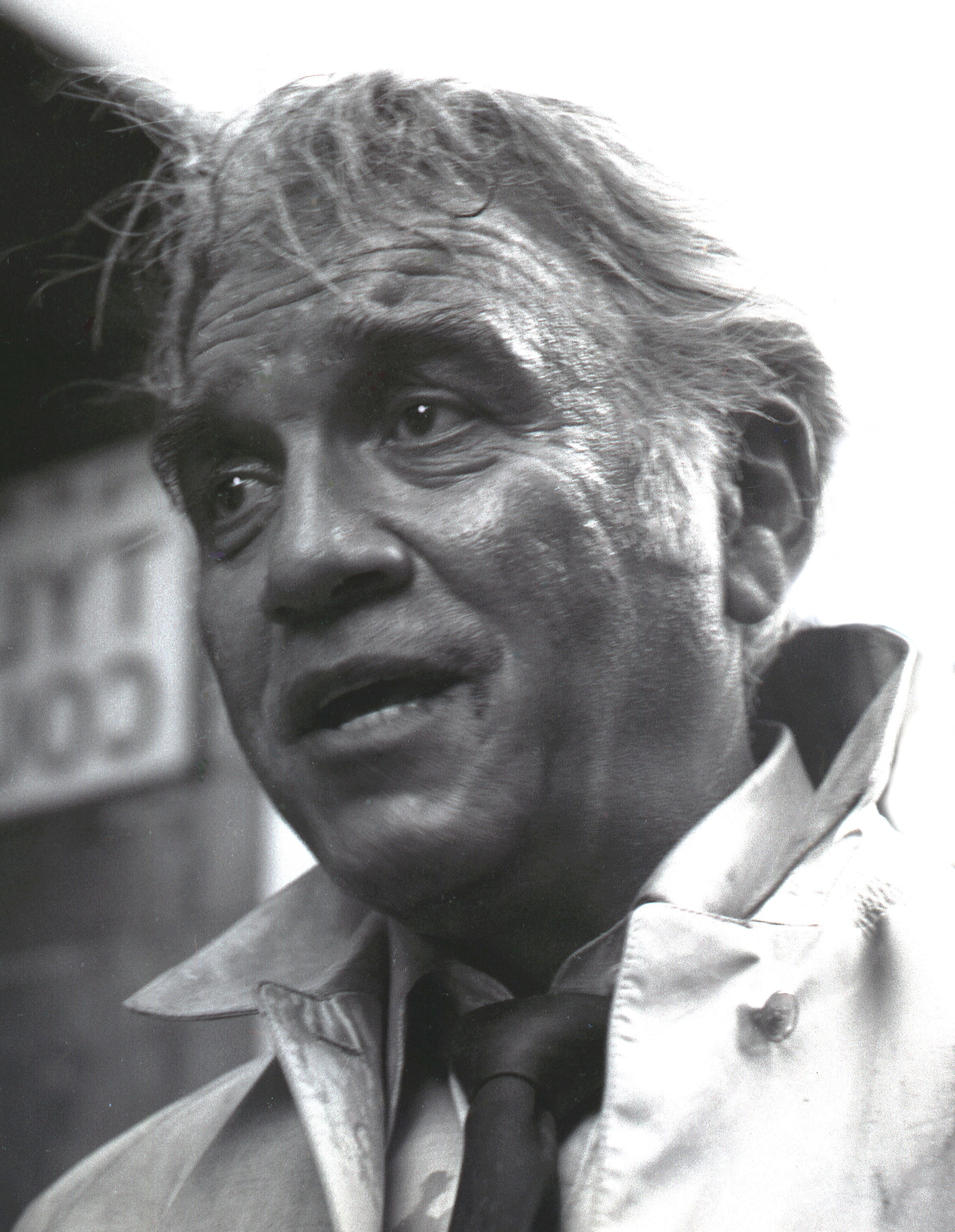
Lorne Greene (* 12. Februar)

- 12. Februar: Lorne Greene, US-amerikanischer Schauspieler († 1987)
- 14. Februar: Georg Thomalla, deutscher Schauspieler († 1999)
- 20. Februar: Hans Christian Blech, deutscher Schauspieler († 1993)
- 21. Februar: Ann Sheridan, US-amerikanische Schauspielerin († 1967)
- 22. Februar: Dan Seymour, US-amerikanischer Schauspieler († 1993)
- 23. Februar: Jon Hall, US-amerikanischer Schauspieler († 1979)
- 27. Februar: Erich Schellow, deutscher Schauspieler († 1995)
- 28. Februar: Zero Mostel, US-amerikanischer Schauspieler († 1977)

- 19. März: Patricia Morison, US-amerikanische Schauspielerin († 2018)
- 21. März: Willi Schwabe, deutscher Schauspieler, Sänger und Moderator († 1991)

### April bis Juni
- 01. April: O. W. Fischer, österreichischer Schauspieler († 2004)
- 10. April: Harry Morgan, US-amerikanischer Schauspieler († 2011)
- 21. April: Anthony Quinn, US-amerikanischer Schauspieler († 2001)
- 29. April: Karl-Heinz Kreienbaum, deutscher Schauspieler († 2002)

- 05. Mai: Alice Faye, US-amerikanische Schauspielerin († 1998)

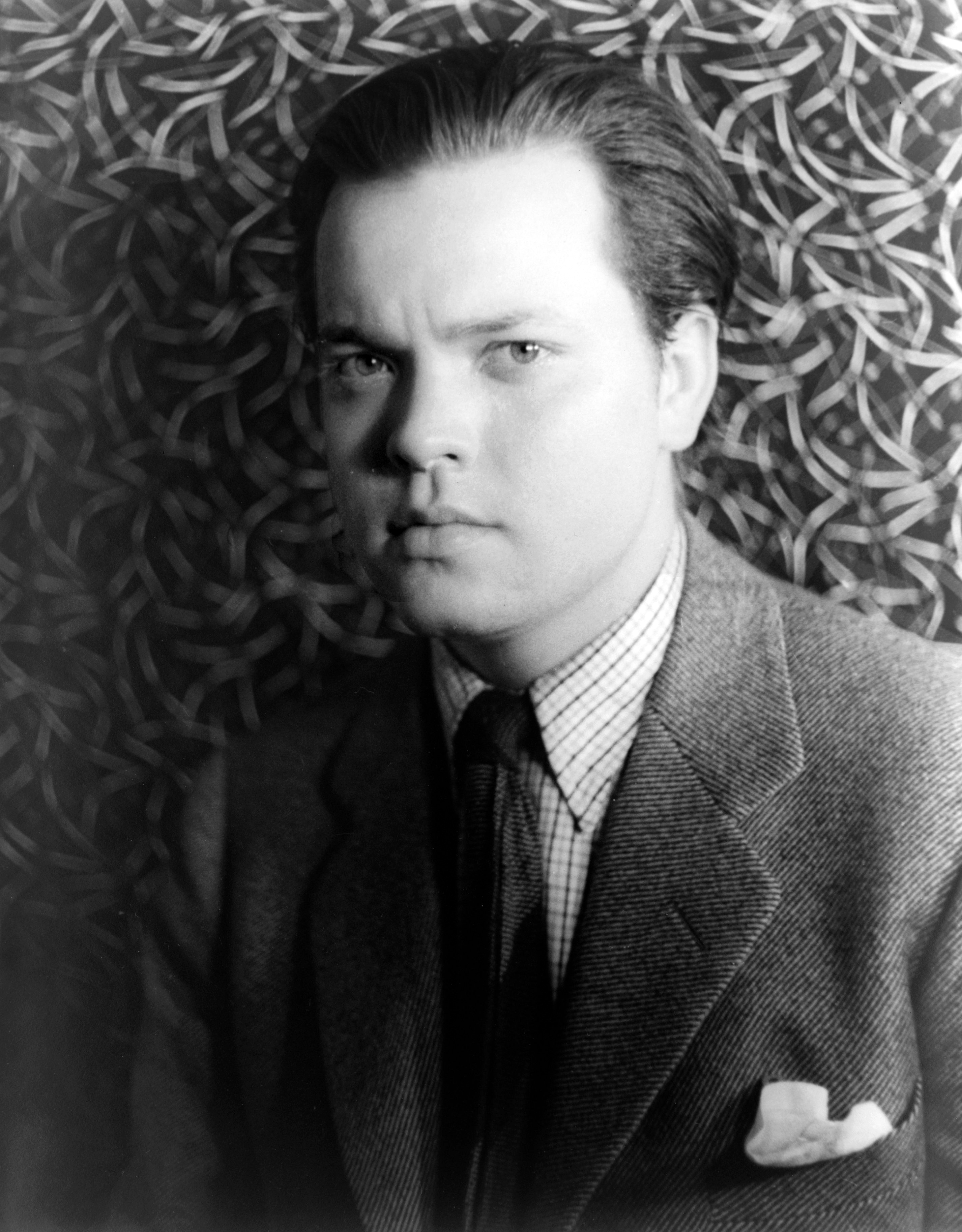
Orson Welles (* 6. Mai)

- 06. Mai: Orson Welles, US-amerikanischer Schauspieler und Regisseur († 1985)
- 08. Mai: John Archer, US-amerikanischer Schauspieler († 1999)
- 13. Mai: Kurt Nachmann, österreichischer Schauspieler († 1984)
- 15. Mai: William Witney, US-amerikanischer Regisseur († 2002)
- 16. Mai: Trude Breitschopf, österreichische Schauspielerin († 2001)
- 16. Mai: Mario Monicelli, italienischer Drehbuchautor und Regisseur († 2010)

- 07. Juni: Til Kiwe, deutscher Schauspieler († 1995)
- 12. Juni: Priscilla Lane, US-amerikanische Schauspielerin († 1995)
- 20. Juni: Terence Young, US-amerikanischer Regisseur († 1994)

### Juli bis September
- 04. Juli: Klaus Miedel, deutscher Schauspieler und Synchronsprecher († 2000)
- 27. Juli: Rolf Möbius, deutscher Schauspieler († 2004)
- 27. Juli: Hilde Sessak, deutsche Schauspielerin († 2003)
- 28. Juli: Brenda de Banzie, britische Schauspielerin († 1981)

- 02. August: Gary Merrill, US-amerikanischer Schauspieler († 1990)
- 03. August: Louise Platt, US-amerikanische Schauspielerin († 2003)
- 04. August: Loni Nest, deutsche Schauspielerin († 1990)
- 10. August: Ralph Thomas, britischer Regisseur († 2001)
- 11. August: Jean Parker, US-amerikanische Schauspielerin († 2005)
- 15. August: Signe Hasso, schwedische Schauspielerin († 2002)
- 19. August: Ring Lardner Jr., US-amerikanischer Drehbuchautor († 2000)
- 20. August: Hans Quest, deutscher Schauspieler und Regisseur († 1997)
- 21. August: Hermine Diethelm, österreichische Filmeditorin († 1997)
- 28. August: Simon Oakland, US-amerikanischer Schauspieler († 1983)

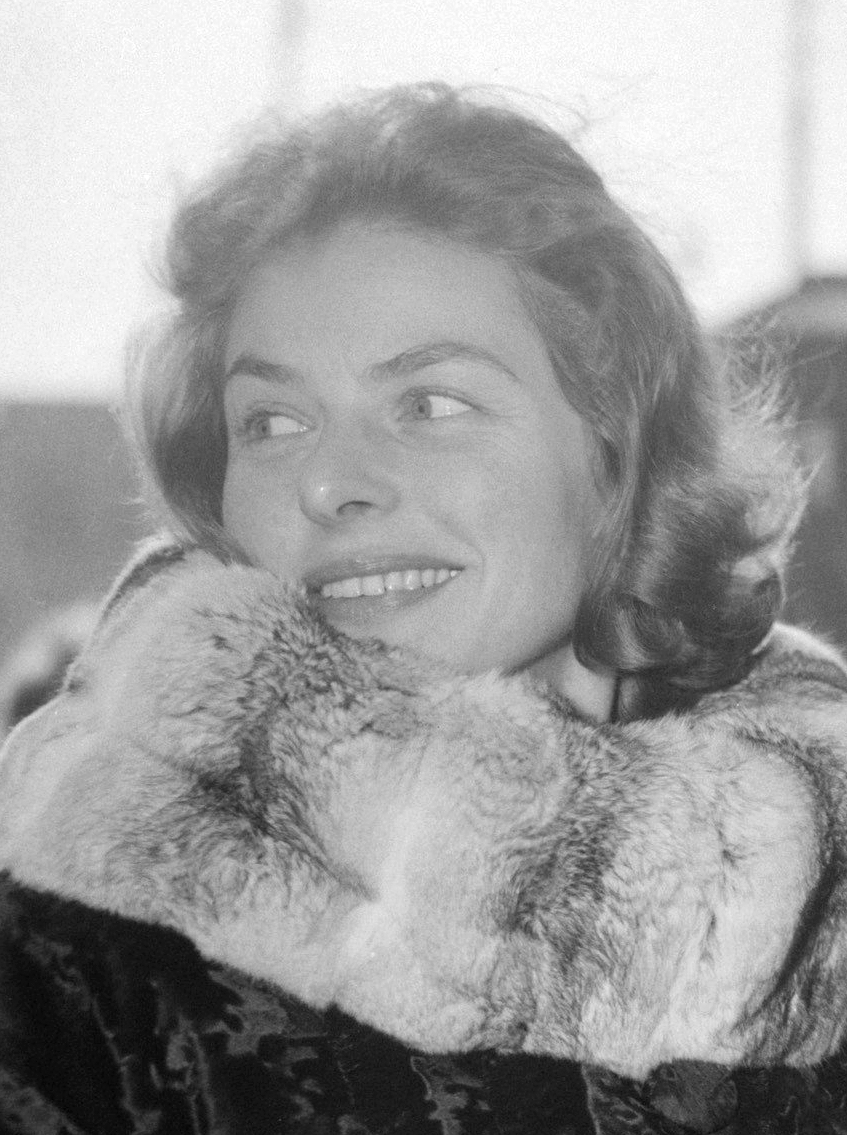
Ingrid Bergman (1960)

- 29. August: Ingrid Bergman, schwedische Schauspielerin († 1982)

- 04. September: Rudolf Schock, deutscher Sänger und Schauspieler († 1986)
- 05. September: Jack Buetel, US-amerikanischer Schauspieler († 1989)
- 10. September: Edmond O’Brien, US-amerikanischer Schauspieler († 1985)
- 14. September: Douglas Kennedy, US-amerikanischer Schauspieler († 1973)
- 17. September: John Witty, britischer Schauspieler († 1990)
- 29. September: Brenda Marshall, US-amerikanische Schauspielerin († 1992)

### Oktober bis Dezember
- 19. Oktober: Farid el Atrache, syrisch-ägyptischer Schauspieler († 1974)
- 28. Oktober: Gábor Pogány, ungarischer Kameramann († 1999)

- 02. November: Sidney Luft, US-amerikanischer Produzent († 2005)
- 09. November: Hanka Bielicka, polnische Schauspielerin († 2006)
- 20. November: Kon Ichikawa, japanischer Regisseur († 2008)
- 22. November: Oswald Morris, britischer Kameramann († 2014)

- 07. Dezember: Leigh Brackett, US-amerikanische Drehbuchautorin († 1978)
- 07. Dezember: Eli Wallach, US-amerikanischer Schauspieler († 2014)
- 08. Dezember: Ernest Lehman, US-amerikanischer Drehbuchautor († 2005)

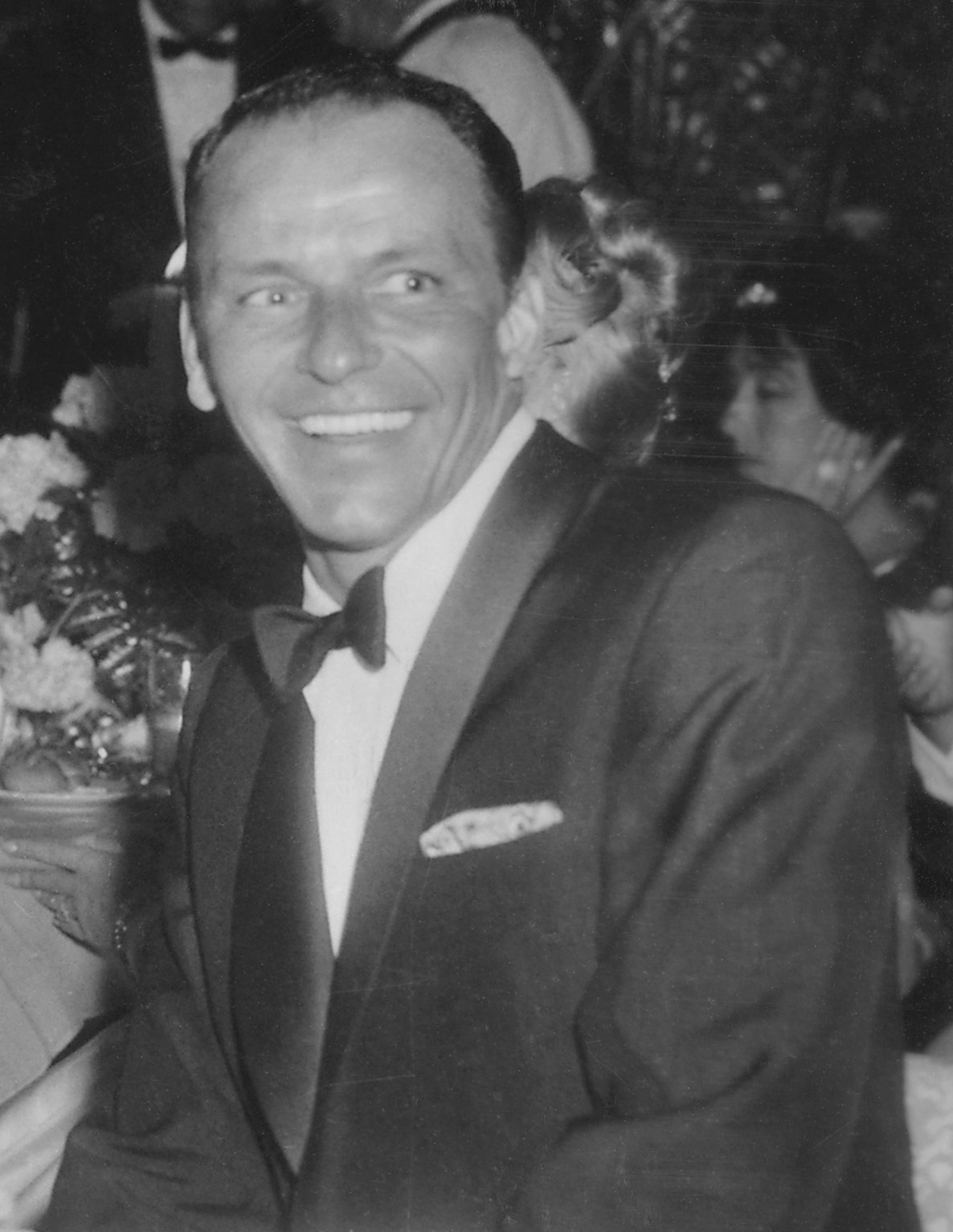
Frank Sinatra (* 12. Dezember)

- 12. Dezember: Frank Sinatra, US-amerikanischer Schauspieler († 1998)

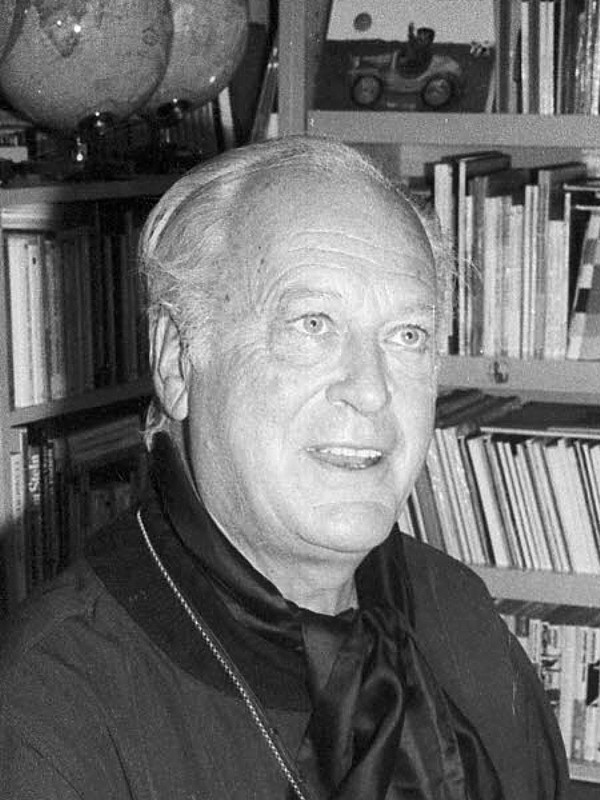
Curd Jürgens 1976

- 13. Dezember: Curd Jürgens, deutscher Schauspieler († 1982)
- 21. Dezember: Joe Mantell, US-amerikanischer Schauspieler († 2010)

## Gestorben
- 26. April: John Bunny, US-amerikanischer Schauspieler (* 1863)